# An-Nabatijja
An-Nabatijja (arab. النبطية) – miasto w Libanie; stolica Muhafazy An-Nabatijja; 102 tys. mieszkańców (2006). Przemysł spożywczy, włókienniczy.